# Gabriela Sosti
Gabriela Ana Sosti (Argentina, ca. 1965) es una abogada, fiscal y activista de derechos humanos y LGBT+ argentina. Fundadora de Lesbianas en la Resistencia. Es reconocida por su trabajo en juicios por crímenes de lesa humanidad y su enfoque sobre el alcance del delito de genocidio, en especial sus alegatos en las causas "Campo de Mayo", y "Contraofensiva Montonera".

## Biografía
Gabriela Sosti nació en Argentina cerca de 1965. Estudio en la Universidad de Buenos Aires donde se recibió de abogada en la década de 1980, época en la que se compromete con la militancia por los derechos humanos.
En 1993 fue designada fiscal por la Corte Suprema de Justicia de la Nación.
En 1995 fue fundadora del grupo  Lesbianas en la Resistencia, vinculado a las Madres de Plaza de Mayo, desde el cual sus integrantes vincularon la militancia lésbica y la militancia contra la impunidad de las violaciones de derechos humanos durante la última dictadura, mediante intervenciones artísticas en las marchas masivas por los derechos humanos.
En 2009 el Ministerio Público comienza a asignarla a causas por delitos de
lesa humanidad cometidos durante la última dictadura, donde se caracterizó por acusar y probar lo comisión del delito de genocidio. Es inicialmente asignada como fiscal auxiliar a las causas por el circuito "Atlético, Banco y Olimpo" (ABO). En 2017 fue la fiscal encargada de realizar la apertura del alegato en la causa "Atlético Banco Olimpo (ABO) III".
En 20l8 fue enviada al Departamento Judicial de San Martín para sumarse al equipo de investigación de los crímenes de Mercedes Benz.
Sosti fue designada también fiscal en las emblemáticas megacausa Campo de Mayo y la causa Contraofensiva, donde se destacó como autora de los alegatos.

## Publicaciones
En 2014 publicó "¿Qué escuchamos cuando habla el oráculo?". En 2022 publicó el artículo "La relación de la casta empresaria con los genocidas en Zona Norte".

## Postura
Con respecto a los juicios por crímenes cometidos por la dictadura militar dice:

Estos son juicios excepcionales. Son juicios a la historia, al Estado, no es un juicio a un delincuente común o a estafadores. El logro de que la Justicia ordinaria lo esté siguiendo no implica que no sean excepcionales. Los crímenes tienen la importancia y repercusión que tienen porque el represor es una ruedita dentro de una estructura y el delincuente es el Estado mismo: esto genera espanto porque es el Leviatán el que me come a pedacitos y abre las preguntas de qué hago con esto. No se está juzgando a los pobres militares, es a la política del Estado que se transforma en genocida. Es eso que pasó, pero sigue pasando porque el Estado cada tanto toma esa dimensión en América latina; en Medio Oriente, la publicidad sirve para tomar conciencia de esto porque no son causas penales de hace treinta años.
Gabriela Sosti.